# HD 59059
HD 59059，又名BD+15 1579，SAO 96930、HR 2858，是一颗恒星，视星等为6.22，位于銀經203.36，銀緯14.97，其B1900.0坐标为赤經7h 23m 6.1s，赤緯+15° 14.97′ 51″。